# 花岩溪林场
花岩溪林场是中华人民共和国湖南省常德市鼎城区下辖的一个类似乡级单位。

## 行政区划
下辖以下地区：
栖凤山村、仙池山村、花岩溪村和三样树村。